# Roques de les Àligues
Les Roques de les Àligues és una muntanya de 771 metres que es troba al municipi de Vilanova de Sau, a la comarca d'Osona.